# Rafael Romero Valcárcel
Rafael Romero Valcárcel (Arequipa, 26 de agosto de 1970) es un publicista y escritor peruano, quien firma sus obras literarias como Rafael R. Valcárcel.

## Biografía
Cursó los estudios escolares en el colegio San José de Arequipa y de la Inmaculada en Lima; ambos jesuitas. Inició la carrera de administración en la Universidad del Pacífico, la cual abandonó después del segundo año para realizar una carrera más cercana a la creatividad en el Instituto Peruano de Publicidad.
Inició su vida laboral publicitaria como becario de redactor creativo en la agencia McCann Erickson de Perú. Años después, tras trabajar en distintas agencias transnacionales, fue director creativo general y gerente de McCann Erickson Bolivia, pero solo por tres meses porque decidió, en diciembre de 2002, mudarse a Madrid, España. A inicios de 2007, optó por abandonar el mundo relacionado al marketing y la publicidad.
Y escribió muchos cuentos entre ellos "la pastilla rosa, los niños que no creían en nada, diario de una canción, etc.

## Obras
- El sudmundo de Máycol (cómic, Perú, 1996).
- Era Cibernética (poemario, Perú, 1997).
- Un Sorbo en Blanco y Negro (narrativa, Perú, 1999).
- El Ignorante Privilegiado (narrativa).
- El Che romero (cómic, Bolivia, 2000).
- Me gustas y no me gustas poco, me gustas mucho (poemario, Bolivia, 2002).
- Otras Palabras (narrativa, España, 2008).
- La Pastilla Rosa (narrativa, España, 2010).
- Fragmentos de un padre (narrativa, España, 2012).
- Diario de una Canción (narrativa)
- La Bufanda de los Sueños
- ¿El hogar le pertenece a la memoria o al corazón?
- Amor antes, durante y después de la lluvia david & andrea
- La carta en el árbol(narrativa, 2014).
- El rescate de un padre (cuento latiino americano)

- Datos: Q6097912